# Torre de Celas de Peiro
La torre de Celas son los restos de la antigua fortaleza de Vinseira, situada en el municipio de Culleredo (provincia de La Coruña, España). Esta edificación está considerada desde el año 1994 como un Bien de Interés Cultural dentro del catálogo de monumentos del patrimonio histórico de España.